# Молдобекова, Гулкан Сакиновна
Гулкан Сакиновна Молдобекова  (род. 16 апреля 1964, село Кара-Ой) — депутат Жогорку Кенеша Кыргызской Республики VI и VII созывов от политической партии «Альянс» (с 2021 года). Заместитель председателя Комитета по социальной политике. Заслуженный работник государственной службы Кыргызской Республики (2023).

## Биография
Родилась 16 апреля 1964 года в селе Кара-Ой Таласского района Таласской области Киргизской ССР, кыргызка.
В 1986 году успешно завершила обучение в Кыргызском национальном университете, и начала трудовую деятельность с должности инженера–программиста в высших учебных заведениях.
С 1988 по 1992 годы работала инженером кафедры методики, инженер-техник кафедры математики Кыргызского национального университета. С 1992 года по 2001 год работала преподавателем по физике и информатике в педагогическом институте им. И. Арабаева.
С 2010 года член политического совета СДПК.
В 2015 году избрана депутатом Жогорку Кенеша Кыргызской Республики VI созыва от политической партии СДПК.
В ноябре 2021 года избран депутатом VII созыва Жогорку Кенеша Кыргызской Республики от политической партии «Альянс». Является заместителем председателя Комитета по социальной политике.
Замужем, мать троих детей. 

## Семья
Брат, Кубанычбек Молдобеков — аким Бекмолдинского аильного округа Таласского района. Неоднократно СМИ обвинялся в коррупции в связи с делом «Джеруя».
Муж, Мирбек Асанакунов — отстраненный от должности председатель ФПК.

## Награды
- Заслуженный работник государственной службы Кыргызской Республики (2023)[8].
- Памятный знак «МПА СНГ. 25 лет» (27 марта 2017 года, Межпарламентская ассамблея СНГ) — за содействие в деятельности Межпарламентской Ассамблеи и её органов[9].
- Почётная грамота ПА ОДКБ (2023 год)[10].